# کریستین شال
کریستین شال (به انگلیسی: Kristen Schaal) (زاده ۲۴ ژانویه ۱۹۷۸) بازیگرآمریکایی است.
او در انیمیشن من نفرت‌انگیز ۲ به عنوان گوینده حضور یافته است.
از فیلم‌های معروف او می‌توان به بازی در فیلم های هنگامی که در رم ، ماپت ها ، رئیس اشاره کرد.

## بخشی از فیلم شناسی
- هذیان‌گو
- هنگامی که در رم (فیلم ۲۰۱۰)
- ماپت ها
- رئیس (فیلم ۲۰۱۶)
- آبشار جاذبه (انیمیشن)
- برگری باب (انیمیشن)
- من نفرت انگیز ۲ (انیمیشن)
- جاسوس من
- تمام شب
- گروه اسرارآمیز بندیکت
- جاسوس من: شهر ابدی